# Ana Teresa Fabani
Ana Teresa Fabani (Concepción del Uruguay, 6 de marzo de 1922-Buenos Aires, 21 de junio de 1949) fue una escritora y poetisa argentina, reconocida como una de las figuras más notables de la literatura entrerriana de la década de los años 40. Su obra estuvo marcada por la autobiografía, la dolencia y la enfermedad, más específicamente, la tuberculosis. En vida, publicó tan sólo un libro, el poemario Nada tiene nombre (1949), y de manera póstuma se editó su única novela, Mi hogar de niebla (1950).

## Biografía

### Primeros años
Fabani nació en Concepción del Uruguay, Entre Ríos el 6 de marzo de 1922. Cursó su educación básica en su ciudad natal y más adelante se graduó como docente en 1939 en la Escuela Normal Mariano Moreno. Ese mismo año empezó a experimentar diversos quebrantos de salud ocasionados por una temprana tuberculosis y debió mudarse a la ciudad de Córdoba para iniciar un tratamiento en el sanatorio de Ascochinga. En 1946 se estableció en Buenos Aires, desde donde realizaba viajes a su ciudad de nacimiento y a Córdoba.

### Carrera
Inspirada en la obra literaria de Rainer Maria Rilke, de Lope de Vega y de Garcilaso de la Vega, en 1943 realizó su primera publicación de poesía en la sección de literatura del diario La calle de Concepción del Uruguay. Esa misma década logró publicar su obra en diarios de prestigio como Clarín y La Nación. Su último libro en vida fue la colección de poemas Nada tiene nombre, publicado poco antes de su fallecimiento en enero de 1949.
A modo póstumo, fue publicada su novela Mi hogar de niebla, una obra autobiográfica la cual no tuvo oportunidad de editar, pues falleció de tuberculosis a los 27 años. La novela se imprimió en Buenos Aires en 1950, con un prólogo escrito por el escritor y dramaturgo Ulyses Petit de Murat e ilustraciones del artista Juan Carlos Castagnino.

## Legado
El trío literario formado por Fabani, María Adela Agudo y Ana María Chouhy Aguirre ha logrado notoriedad, especialmente por su aporte a la poesía de la década de 1940 y por lo prematuro de sus muertes. La poetisa surrealista María Meleck Vivanco expresó en una entrevista su admiración con la autora: "Tendríamos que hacerle el homenaje que se merece como mínimo en la Biblioteca Nacional. Era agnóstica, pero con mucha humanidad adentro [...] Con su nivel de ternura tan alto y su extraña belleza, se la veía como iluminada".
En su ciudad natal fue ubicado un monumento en homenaje a la autora en una plazoleta de Bulevar Hipólito Yrigoyen, obra del escultor Juan Carlos Ferrero. En el mismo sector, una de las calles fue bautizada con su nombre mediante decreto 6.444 de 1979. En 2017 su imagen fue incluida en el Salón Mujeres Entrerrianas de la Casa de Gobierno de la Provincia de Entre Ríos, junto a los retratos de Rosario Vera Peñaloza, Rita Latallada de Victoria, Camila Nievas, Emma Barrandeguy y Beatriz Bosch.

## Obra

### Novela
- Mi hogar de niebla (1950, Fabani; 2017, Eduner)

### Poesía
- Nada tiene nombre (1949, Botella al Mar; 1999, Eduner)